# Sofia Djama
Sofia Djama là một đạo diễn phim người Algeria. Bộ phim đầu tay năm 2017 của bà, The Blessed, đã giành được ba giải thưởng tại Liên hoan phim Venice, bao gồm Giải thưởng Brian, được trao cho bộ phim "vô địch nhân quyền, dân chủ, đa nguyên và tự do tư tưởng", và Giải thưởng Lina Mangiacapre cho bộ phim "thay đổi hình ảnh phụ nữ trong rạp chiếu phim".
Phim ngắn thứ hai của Djama, Softly One Saturday Morning (Mollement, un samedi matin), đã giành được hai giải thưởng tại Liên hoan phim ngắn quốc tế Clermont-Ferrand năm 2012.
Bộ phim đầu tay năm 2017 của cô là The Bl Phước (Les bienheureux), một câu chuyện sắp đến tuổi lấy bối cảnh ở Algiers năm 2008, với sự tham gia của Sami Bouajila và Nadia Kaci. The Bl Phước đã được công chiếu trên toàn thế giới tại Liên hoan phim Venice, và là một trong hai bộ phim duy nhất của các đạo diễn châu Phi, bộ phim còn lại là đạo diễn người Pháp Abdellatif Kechiche, với bộ phim Mektoub, My Love: Canto Uno.
The Blessed đã giành được ba giải thưởng trong phần Orizzonti (Horizons) của Liên hoan phim Venice, với giải Nữ diễn viên xuất sắc nhất thuộc về Lyna Khoudri, Giải thưởng Brian, được trao cho bộ phim "Vô địch nhân quyền, dân chủ, đa nguyên và tự do nhất" đã nghĩ ", và giải thưởng Lina Mangiacapre cho một bộ phim" thay đổi hình ảnh của phụ nữ trong rạp chiếu phim". Bán hàng quốc tế và quyền phân phối của Pháp đã được Bac Films mua lại.

## Đóng phim
- Les 100 pas de Monsieur X (2012)
- Một buổi sáng thứ bảy nhẹ nhàng (Mollement, un samedi matin) (2012)
- The Bl Phước (Les bienheureux) (2017)